# Verein für Rasenspiele Mannheim 1963-1964
Questa voce raccoglie le informazioni riguardanti il Verein für Rasenspiele Mannheim nelle competizioni ufficiali della stagione 1963-1964.

## Stagione
Nella stagione 1963-1964 il VfR Mannheim, allenato da Hans Pilz, concluse il campionato di Regionalliga sud al 6º posto.

## Rosa
| N. |                     | Ruolo | Calciatore          |
| -- | ------------------- | ----- | ------------------- |
|    | Germania (bandiera) | P     | Hans Benzler        |
|    | Germania (bandiera) | P     | Welsch              |
|    | Germania (bandiera) | D     | Hochstetter         |
|    | Germania (bandiera) | D     | Karl-Heinz Kott     |
|    | Germania (bandiera) | D     | Hans Krauß          |
|    | Germania (bandiera) | D     | Mathias Ringhof     |
|    | Germania (bandiera) | D     | Günther Schreck     |
|    | Germania (bandiera) | D     | Norbert Spiesberger |
|    | Germania (bandiera) | D     | Hans Wäckerle       |
|    | Germania (bandiera) | C     | Wolfgang Platz      |

| N. |                     | Ruolo | Calciatore       |
| -- | ------------------- | ----- | ---------------- |
|    | Germania (bandiera) | C     | Günther Rehbein  |
|    | Germania (bandiera) | C     | Walter Röthinger |
|    | Germania (bandiera) | C     | Lorenz Schmitt   |
|    | Germania (bandiera) | C     | Werner Veit      |
|    | Germania (bandiera) | A     | Rudolf Bast      |
|    | Germania (bandiera) | A     | Emil Kirchner    |
|    | Ungheria (bandiera) | A     | Bela Pusztai     |
|    | Germania (bandiera) | A     | Dieter Sagray    |
|    | Germania (bandiera) | A     | Gerd Schüning    |
|    | Germania (bandiera) | A     | Manfred Specht   |

## Organigramma societario
Area tecnica
- Allenatore: Hans Pilz
- Allenatore in seconda:
- Preparatore dei portieri:
- Preparatori atletici:
- Analisi video:

## Calciomercato

### Sessione estiva
| Acquisti | Acquisti        | Acquisti                | Acquisti |
| R.       | Nome            | da                      | Modalità |
| -------- | --------------- | ----------------------- | -------- |
| A        | Emil Kirchner   | VfL Neustadt/Weinstraße |          |
| D        | Mathias Ringhof | Amicitia Viernheim      |          |

| Cessioni | Cessioni       | Cessioni          | Cessioni |
| R.       | Nome           | a                 | Modalità |
| -------- | -------------- | ----------------- | -------- |
| D        | Hans Arnold    | Stoccarda         |          |
| C        | Willi Bleser   | Standard Liegi    |          |
| A        | Hermann Sauter | Tura Ludwigshafen |          |

## Risultati

### Regionalliga

#### Girone di andata
| Arbitro: | Schmid |

|                        |           |                     |
| Öhm 69’ Winterling 74’ | Marcatori | 13’ Veit 35’ Sagray |

| Arbitro: | Riegg |

|          |           |             |
| Veit 15’ | Marcatori | 78’ Linkert |

| Arbitro: | Treiber |

|           |           |                                |
| Sperr 30’ | Marcatori | 3’ Bast 21’ Schmitt 40’ Sagray |

| Mannheim 24 agosto 1963 4ª giornata        | VfR Mannheim | 1 – 0 referto | Freiburger | Rhein-Neckar-Stadion (5 000 spett.) |
| \| \| \| \| \| Bast 20’ \| Marcatori \| \| |              |               |            |                                     |
|                                            |              |               |            |                                     |
| Bast 20’                                   | Marcatori    |               |            |                                     |

| Arbitro: | Alt |

|  |           |                        |
|  | Marcatori | 40’ Bast 43’ Röthinger |

| Arbitro: | Rodenhausen |

|                                                          |           |             |
| Kirchner 22’ Schüning 31’, 55’ Röthinger 52’ Schmitt 89’ | Marcatori | 35’ Stocker |

| Arbitro: | Biwersi |

|                        |           |                                |
| Hilmer 15’ Masurek 46’ | Marcatori | 39’ Veit 87’ Kirchner 89’ Bast |

| Arbitro: | Fischer |

|                   |           |  |
| Veit 55’ Bast 60’ | Marcatori |  |

| Arbitro: | Seiler |

|                  |           |  |
| Lechner 43’, 47’ | Marcatori |  |

| Arbitro: | Sparing |

|                            |           |  |
| Bast 8’, 19’ Röthinger 35’ | Marcatori |  |

| Arbitro: | Reil |

|                                               |           |                                         |
| Windhausen 5’, 83’ Himmelmann 37’ Büttner 48’ | Marcatori | 21’, 60’ Bast 53’ Röthinger 59’ Ringhof |

| Arbitro: | Betz |

|              |           |                 |
| Schüning 54’ | Marcatori | 60’ Tagliaferri |

| Arbitro: | Alt |

|                          |           |          |
| Tauchmann 20’ Perras 30’ | Marcatori | 85’ Bast |

| Arbitro: | Oppermann |

|                                        |           |  |
| Bast 13’, 85’ Kirchner 43’ Rehbein 51’ | Marcatori |  |

| Arbitro: | Ommerborn |

|                            |           |                                     |
| Dietrich 24’ Schneider 34’ | Marcatori | 9’, 47’ Bast 54’ Rehbein 66’ Sagray |

| Arbitro: | Kreitlein |

|               |           |            |
| Gast 15’, 70’ | Marcatori | 89’ Sagray |

| Arbitro: | Reil |

|  |           |                       |
|  | Marcatori | 22’ Becker 63’ Kuster |

| Arbitro: | Bien |

|  |           |             |
|  | Marcatori | 20’ Rehbein |

| Arbitro: | Rodenhausen |

|                                         |           |  |
| Schüning 65’ Kirchner 78’ Bast 84’, 90’ | Marcatori |  |

#### Girone di ritorno
| Arbitro: | Neumeier |

|                     |           |  |
| Braun 66’ Späth 74’ | Marcatori |  |

| Mannheim 5 gennaio 1964 21ª giornata                       | VfR Mannheim | 1 – 1 referto | ESV Ingolstadt | Rhein-Neckar-Stadion |
| \| \| \| \| \| Sagray 10’ \| Marcatori \| 63’ Seehütter \| |              |               |                |                      |
|                                                            |              |               |                |                      |
| Sagray 10’                                                 | Marcatori    | 63’ Seehütter |                |                      |

| Arbitro: | Fischer |

|                                       |           |          |
| Holland 2’, 17’, 60’, 80’ Banasch 52’ | Marcatori | 53’ Bast |

| Arbitro: | Ebersberger |

|            |           |  |
| Schmitt 5’ | Marcatori |  |

| Arbitro: | Riegg |

|                        |           |            |
| Praxl 15’ Hoffmann 85’ | Marcatori | 50’ Sagray |

| Mannheim 3 maggio 1964 25ª giornata | VfR Mannheim | 0 – 0 referto | Schweinfurt 05 | Rhein-Neckar-Stadion (1 000 spett.)\| Arbitro: \| Herbort \| |
| Arbitro:                            | Herbort      |               |                |                                                              |

| Arbitro: | Güller |

|                             |           |             |
| Schmitt 32’, 68’ Brecht 88’ | Marcatori | 79’ Ringhof |

| Arbitro: | Alt |

|                       |           |                           |
| Bast 15’ Kirchner 67’ | Marcatori | 44’ Haseneder 60’ Lechner |

| Arbitro: | Neumeier |

|                     |           |  |
| Brenninger 48’, 74’ | Marcatori |  |

| Arbitro: | Binder |

|                                 |           |           |
| Ringhof 62’ Bast 79’ Sagray 88’ | Marcatori | 83’ Krauß |

| Arbitro: | Wengenmayer |

|                             |           |  |
| Sattler 14’ Tagliaferri 84’ | Marcatori |  |

| Arbitro: | Brucker |

|                          |           |  |
| Kirchner 57’ Schmitt 87’ | Marcatori |  |

| Arbitro: | Brucker |

|                   |           |                         |
| Fröhlich 13’, 47’ | Marcatori | 27’, 66’ Bast 89’ Platz |

| Mannheim 12 aprile 1964 33ª giornata | VfR Mannheim | 0 – 0 referto | 03 Neu-Isenburg | Rhein-Neckar-Stadion (1 200 spett.)\| Arbitro: \| Wagner \| |
| Arbitro:                             | Wagner       |               |                 |                                                             |

| Arbitro: | Treiber |

|                            |           |           |
| Bast 29’, 43’ Kirchner 40’ | Marcatori | 72’ Nuber |

| Arbitro: | Ebersberger |

|                |           |          |
| Becker 7’, 74’ | Marcatori | 54’ Bast |

| Arbitro: | Kistner |

|                        |           |                |
| Platz 11’ Kirchner 44’ | Marcatori | 80’ Pfenninger |

| Arbitro: | Güller |

|  |           |                                  |
|  | Marcatori | 54’ Kirchner 78’ Sagray 83’ Bast |

| Arbitro: | Binder |

|               |           |                     |
| Bast 19’, 32’ | Marcatori | 18’ Lucas 67’ Greim |

## Statistiche

### Statistiche di squadra
| Competizione     | Punti | In casa | In casa | In casa | In casa | In casa | In casa | In trasferta | In trasferta | In trasferta | In trasferta | In trasferta | In trasferta | Totale | Totale | Totale | Totale | Totale | Totale | DR  |
| Competizione     | Punti | G       | V       | N       | P       | Gf      | Gs      | G            | V            | N            | P            | Gf           | Gs           | G      | V      | N      | P      | Gf     | Gs     | DR  |
| ---------------- | ----- | ------- | ------- | ------- | ------- | ------- | ------- | ------------ | ------------ | ------------ | ------------ | ------------ | ------------ | ------ | ------ | ------ | ------ | ------ | ------ | --- |
| Regionalliga sud | 45    | 19      | 11      | 7       | 1       | 37      | 13      | 19           | 7            | 2            | 10           | 31           | 37           | 38     | 18     | 9      | 11     | 68     | 50     | +18 |
| Totale           | 45    | 19      | 11      | 7       | 1       | 37      | 13      | 19           | 7            | 2            | 10           | 31           | 37           | 38     | 18     | 9      | 11     | 68     | 50     | +18 |

### Andamento in campionato
| Giornata  | 1 | 2  | 3 | 4 | 5 | 6 | 7 | 8 | 9 | 10 | 11 | 12 | 13 | 14 | 15 | 16 | 17 | 18 | 19 | 20 | 21 | 22 | 23 | 24 | 25 | 26 | 27 | 28 | 29 | 30 | 31 | 32 | 33 | 34 | 35 | 36 | 37 | 38 |
| --------- | - | -- | - | - | - | - | - | - | - | -- | -- | -- | -- | -- | -- | -- | -- | -- | -- | -- | -- | -- | -- | -- | -- | -- | -- | -- | -- | -- | -- | -- | -- | -- | -- | -- | -- | -- |
| Luogo     | T | C  | T | C | T | C | T | C | T | C  | T  | C  | T  | C  | T  | T  | C  | T  | C  | T  | C  | T  | C  | T  | C  | T  | C  | T  | C  | T  | C  | T  | C  | C  | T  | C  | T  | C  |
| Risultato | N | N  | V | V | V | V | V | V | P | V  | N  | N  | P  | V  | V  | P  | P  | V  | V  | P  | N  | P  | V  | P  | N  | P  | N  | P  | V  | P  | V  | V  | N  | V  | P  | V  | V  | N  |
| Posizione | 8 | 10 | 7 | 5 | 3 | 3 | 2 | 2 | 4 | 2  | 1  | 3  | 3  | 3  | 3  | 3  | 5  | 4  | 3  | 4  | 4  | 5  | 5  | 6  | 6  | 6  | 6  | 7  | 7  | 7  | 7  | 6  | 7  | 6  | 6  | 6  | 6  | 6  |

Legenda:

Luogo: C = Casa; T = Trasferta. Risultato: V = Vittoria; N = Pareggio; P = Sconfitta.

### Statistiche dei giocatori
| R. Bast        | 36 | 27 | 0 | 0 |
| H. Benzler     | 37 | 0  | 0 | 0 |
| H. Hochstetter | 1  | 0  | 0 | 0 |
| E. Kirchner    | 31 | 9  | 0 | 0 |
| K. Kott        | 24 | 0  | 0 | 0 |
| H. Krauß       | 31 | 0  | 0 | 0 |
| W. Platz       | 17 | 2  | 0 | 0 |
| B. Pusztai     | 3  | 0  | 0 | 0 |
| G. Rehbein     | 33 | 3  | 0 | 0 |
| M. Ringhof     | 23 | 3  | 0 | 0 |
| W. Röthinger   | 12 | 4  | 0 | 0 |
| D. Sagray      | 27 | 8  | 0 | 0 |
| L. Schmitt     | 32 | 4  | 0 | 0 |
| G. Schreck     | 27 | 0  | 0 | 1 |
| G. Schüning    | 10 | 4  | 0 | 0 |
| M. Specht      | 6  | 0  | 0 | 0 |
| N. Spiesberger | 11 | 0  | 0 | 0 |
| W. Veit        | 19 | 4  | 0 | 0 |
| W. Welsch      | 1  | 0  | 0 | 0 |
| H. Wäckerle    | 37 | 0  | 0 | 0 |